# 1933-as magyar női kosárlabda-bajnokság
Az 1933-as magyar női kosárlabda-bajnokság az első magyar női kosárlabda-bajnokság volt, melyet a Magyar Atlétikai Szövetség rendezett. A bajnokságban négy csapat indult el, a csapatok egy kört játszottak.
A következő női bajnokságot csak hat év múlva, 1939-ben rendezték.

## Tabella
| #  | Csapat                   | M | Gy | V | K+ | K-  | P |
| -- | ------------------------ | - | -- | - | -- | --- | - |
| 1. | Testnevelési Főiskola SC | 3 | 3  | 0 | 96 | 23  | 6 |
| 2. | BEAC                     | 3 | 2  | 1 | 76 | 32  | 4 |
| 3. | Közgazdasági Egyetem AC  | 3 | 1  | 2 | 36 | 53  | 2 |
| 4. | Nemzeti TE               | 3 | 0  | 3 | 19 | 119 | 0 |

* M: Mérkőzés Gy: Győzelem V: Vereség K+: Dobott kosár K-: Kapott kosár P: Pont